# حسان يونس
حسان يونس (1943-2016)، ممثل سوري من مواليد دمشق.

## حياته
شارك كممثل بالعديد من الأعمال التلفزيونية والمسرحية والسينمائية، بالإضافة إلى بعض الأعمال الإذاعية. من أعماله في المسـرح: "رحلة حنظلة من الغفلة إلى اليقظة - نابولي مليونيرة - النيزك - أفول القمر - المفتش العام -...".  وفي الإذاعــة: "شخصيات روائية - ظواهر مدهشة - قصة قصيرة - مجلة التراث - حكم العدالة - ليالي وأحداث - في السـينما"حادثة النصف متر". - متزوج، لديه "4" بنات.

## من أعماله

### المسلسلات
- غضب الصحراء
- يا صديقي
- أولاد القيمرية
- لورنس العرب
- بهلول أعقل المجانين
- اسعد الوراق
- قصص الغموض
- القضية 6008
- المجهول (مسلسل) والفراري (مسلسل)

### السينما
- حب للحياه

## وفاته
توفي في 27 يونيو بعد صراع مع المرض عن عمر ناهز 73 عاما.

## روابط خارجية
- حسان يونس على موقع قاعدة بيانات الأفلام العربية